# Comandos azules
Comandos azules es una película argentina de acción de 1980 escrita y dirigida por Emilio Vieyra y protagonizada por Jorge Martínez, Víctor Hugo Vieyra, Silvia Arazi, Jorge Barreiro, Elsa Daniel y Fernando Siro. Fue filmada en Eastmancolor y se estrenó el 27 de marzo de 1980. El rodaje fue realizado entre las ciudades de Buenos Aires, Mar del Plata y San Miguel en el conurbano bonaerense.

## Sinopsis
Se desata una lucha entre un grupo parapolicial y una banda que robó un banco de memorias de gran importancia.

## Reparto
Intervinieron en la película los siguientes intérpretes:
- Jorge Martínez ... Inspector Jorge Olmedo
- Víctor Hugo Vieyra …Miguel
- Silvia Arazi ... Graciela Ruiz Durán
- Jorge Barreiro ... Anatoli Chakoff
- Elsa Daniel ... Colette Gorín
- Fernando Siro …Doctor
- Maurice Jouvet …Nicolai Pushkin
- Rolando Dumas ... Hans Steiner / Omar Baier
- Adolfo García Grau ... Director de cine
- Juan Alberto Mateyko ... Pujol
- Carlos Vanoni ... Secuestrador de Nicolai
- Alberto Mazzini ... Secuestrador de Nicolai
- Adrián "Facha" Martel ... Cómplice de Steiner
- Franco Neri
- Max Berliner
- Rolando Chaves
- Raúl Ricutti ... Matón

## Críticas/Comentarios
La Opinión escribió: 

«(Los personajes) tienen cierta similitud con los de los superagentes…Hay muchas secuencias bien resueltas en las persecuciones de automóviles y algunos efectos especiales realmente logrados que merecerían estar al servicio de un libro más trabajador.»

Manrupe y Portela escriben en su libro: 

«Irritante apología del poder armado, inspirada en Los Superagentes contemporáneos.»

El suplemento Radar de Página/12 —dentro de una nota dedicada al cine argentino producido durante la última dictadura cívico-militar argentina (1976-1983)—consideró en 2006: 

«Reverenciado por los cultores del cine bizarro merced a desvaríos tales como Sangre de vírgenes (1967), en esta película —y su saga inmediata, Comandos azules en acción— Vieyra se encarga de dejar bien en alto el prestigio y la reputación de los grupos parapoliciales ¡en clave de comedia infantil! Curiosamente (no tanto, en realidad), en 1983 el mismo director es de los primeros en estrenar una película «crítica»: El poder de la censura.»